# Sundoreonectes tiomanensis
Sundoreonectes tiomanensis és una espècie de peix de la família dels balitòrids i de l'ordre dels cipriniformes.

## Morfologia
- Els mascles poden assolir 5,8 cm de longitud total.
- 11 radis tous a l'aleta dorsal i 8 a l'anal.
- Ulls reduïts.[2]

## Hàbitat
És un peix d'aigua dolça, cavernícola, demersal i de clima tropical.

## Distribució geogràfica
Es troba a Àsia: l'illa de Tioman (Malàisia).